# Vokalmusik
Vokalmusik ist Musik, die mit der menschlichen Stimme ausgeführt wird, im Gegensatz zur Instrumentalmusik.
Ihr liegen für gewöhnlich literarische Texte zugrunde, die von einem Komponisten vertont wurden; von modernen Komponisten werden vereinzelt auch Vokalisen oder Phantasietexte verwendet.
Die Begleitung durch Instrumente ist bei der Vokalmusik nicht ausgeschlossen. Werke, in denen der instrumentale Anteil deutlich überwiegt, werden immer noch als instrumental klassifiziert (z. B. Chöre in Sinfonien). Mehrstimmige Vokalwerke ohne instrumentale Begleitung nennt man a cappella. 
Die geistliche Vokalmusik, unbegleitet wie auch begleitet, ist ein gewichtiger Teil der Kirchenmusik.

## Europäische Kunstmusik

### Unbegleitete geistliche Vokalmusik
Einstimmige Formen der unbegleiteten geistlichen Vokalmusik sind der Gregorianische Choral und andere psalmodische Gesänge.
Das gregorianische "Ave Maria"ⓘ
Zu den mehrstimmigen Gattungen gehören das geistliche Lied, der Choral, die Motette und die Messe. Die Werke können unter anderem nach Art der Chorbesetzung (Männer-, Frauen- oder gemischte Chöre) und nach der Anzahl der Stimmen unterschieden werden. Für Frauenchöre hat sich als Regel der dreistimmige Satz herausgebildet, für Männer- bzw. gemischte Chöre der vierstimmige. Besonders für den gemischten Chor wird teilweise auch die Besetzung zweier oder mehrerer sich gegenübergestellter Chorgruppen verlangt. Diese doppel- bzw. mehrchörige Art des Musizierens erfreute sich besonders während der Renaissance großer Beliebtheit; ihre eindrucksvollste Ausprägung findet sie in der sogenannten Venezianischen Mehrchörigkeit. Um den Klangraum zu erweitern bzw. die linearen, kontrapunktischen und auch harmonischen Möglichkeiten zu vervielfachen, wurde in der Geschichte der Vokalmusik auch immer wieder damit experimentiert, innerhalb einer Chorgruppe mehr als nur vier Stimmen zu setzen.

### Instrumental begleitete geistliche Vokalmusik
Die instrumental begleitete geistliche Vokalmusik prägt sich besonders in den Formen der Motette, der Messe, der Kantate oder des Oratoriums aus.
Die einzelnen Sätze insbesondere der Kantate oder des Oratoriums, aber auch der Kantatenmesse des Barock werden wiederum nach ihrer Faktur und nach der Anzahl der singenden Stimmen unterschieden:
Den begleiteten, oft besonders kunstvollen und reich ausgestalteten Solovortrag nennt man Arie.
Georg Friedrich Händel: "Rejoice greatly" aus dem Oratorium "Der Messias"ⓘ
Bei zwei singenden Solisten handelt es sich um ein Duett, drei Singstimmen bilden ein Terzett, vier ein Quartett (Musik) usw.
Insbesondere Terzett und Quartett beschreiben auch chorische Besetzungen bzw. haben sich dadurch auch als Bezeichnung eines Chores etabliert („Männerquartett“).
Die Arie entstand während des Frühbarock, mit dem Duett wurde schon relativ bald danach experimentiert, es wurde seinem Charakter nach gerne für stilisierte Dialoge verwendet (z. B. bei Heinrich Schütz).
Besonderer Beliebtheit erfreuten sich Duette, Terzette, Quartette, sogar Quintette und Sextette dann aber während der Klassik und Romantik.
Eine Wurzel dieser Besetzungsformen liegt in der Monodie, eine weitere in der Motette, die – oftmals aufgrund mangelnder Sänger – von ihren Stimmen reduziert und dann vom Generalbass gestützt wiedergegeben wurde.
Eine frühe Entwicklungsform solcher Solo- bzw. Solistenensemblestücke stellen die „Kleinen Geistlichen Konzerte“, etwa von Heinrich Schütz bzw. ihre italienische Entsprechung, die „Concerti Ecclesiastici“ (z. B. bei Lodovico Grossi da Viadana) dar.
Neben der Arie, die mehr reflektierenden Charakter hat und dabei virtuosen Gebrauch aller musikalischen und stimmlichen Mittel machen kann, entsteht das Rezitativ, dessen Aufgabe es ist, größere Mengen an Text musikalisch zu bearbeiten bzw. eine Handlung oder Dramaturgie voranzutreiben.
Beim Rezitativ unterscheidet man zwischen dem nur von der Generalbaßgruppe begleiteten, sog. Secco-Rezitativ
Johann Sebastian Bach: "Er kommt, er kommt"ⓘ aus der Kantate Wachet auf, ruft uns die Stimme, BWV 140
und dem orchesterbegleiteten Accompagnato-Rezitativ.
Georg Friedrich Händel: "Thus saith the Lord" aus dem Oratorium "Der Messias"ⓘ
Das Rezitativ lehnt sich dabei an die natürliche Sprachmelodie an bzw. stilisiert diese. Oft treten Rezitativ und Arie paarweise auf; im Rezitativ wird eine Situation umrissen, in der darauffolgenden Arie diese dann betrachtet.
Eine Zwischenform zwischen beiden stellt das Arioso dar.
Georg Friedrich Händel: "Comfort ye" aus dem Oratorium "Der Messias"ⓘ
Demgegenüber stehen chorisch besetzte Sätze, die verschiedene Formen annehmen können;
so z. B. die des Chorals
Johann Sebastian Bach: Schlusschorⓘ der Kantate Wachet auf, ruft uns die Stimme, BWV 140
Gerne werden auch Soli mit Chorpassagen verquickt oder treten mit diesen alternierend auf.
Die Motette setzt für gewöhnlich eine chorische Besetzung voraus.

### Unbegleitete weltliche Vokalmusik
Die wichtigsten Gattungen der unbegleiteten weltlichen Vokalmusik sind das Chorlied in seinen verschiedenen historischen und regionalen Ausprägungen sowie das Madrigal.

### Instrumental begleitete weltliche Vokalmusik
Die begleitete weltliche Vokalmusik kann ebenfalls weiter gegliedert werden in Arien, Rezitative, Duette etc. sowie die verschiedenen Ausprägungen von Chormusik. Sie entsprechen den jeweiligen Formen der geistlichen Musik, jedoch liegt ihnen hier ein weltlicher Text zugrunde. Auch im Bereich der weltlichen Musik können aus Rezitativen, Arien, Ensembles und Chören Großformen wie die Kantate oder auch die Oper gebildet werden.

## Geschichte der europäischen Vokalmusik

### Vorzeit und Antike
Die genaue Entstehung der Vokalmusik ist eng verbunden mit dem Gebrauch der menschlichen Stimme. Rufe und Laute wurden häufig zur Signalgebung unter den Völkern der Erde benutzt; ein weiteres Anwendungsgebiet konnte der Ruf an verschiedene Gottheiten sein. Der Schritt von einem langen, gehobenen Ruf zum Gesang ist nicht weit. Ebenso wie die Jodler in den Alpen ihre spezifischen Rufe zur Identifikation über weite Strecken nutzten, dienten Gesänge demselben Zweck.
Später entwickelten sich parallel mit der gesprochenen Sprache Gesänge, die zu allen Angelegenheiten des täglichen Lebens gehörten: Jagdgesänge, Kriegs- und Wiegenlieder, gemeinschaftsstärkende Stammesgesänge, Gesänge für Vermählungen oder Bestattungen,
Heldensagen, Kinderlieder, Lieder für die Heranreifung von jungen Männern und Frauen, Arbeitslieder für jede Berufsgruppe, Huldigungsgesänge für den Herrscher oder Gottheiten, jeder besondere Aspekt des menschlichen Lebens wurde mit Gesängen bedacht. Später gab man diesen Liedern die Bezeichnung Volkslieder, weil sie einfach, allgemein bekannt und sanglich waren und direkt aus dem täglichen Leben stammten, ohne einen Verfasser nennen zu können – die Weitergabe erfolgte zum größten Teil mündlich. Umherziehende Sänger – im europäischen Mittelalter Spielmann, Barde, Troubadours und Trouvères genannt – beherrschten eine Vielzahl von Liedern, die sie öffentlich auf Jahrmärkten, Volksfesten, Fürsten- und Königshöfen vortrugen.

### Erste Notation
Bereits in der Antike gab es erste Versuche, Melodie und Text von Liedern schriftlich festzuhalten, z. B. auf der Seikilos-Stele, auch wenn nur wenige Beispiele dieser Notation erhalten sind.
Im Mittelalter war die schriftliche Weitergabe von Musik dadurch erschwert, dass lange Zeit nur Adel und Klerus des Lesens und Schreibens mächtig waren. Die ersten Versuche der Notation wurden daher auch von Mönchen unternommen, die gewissermaßen die für die Leitung ihres Gesangs notwendigen Handbewegungen auf dem Pergament reproduzierten, wodurch sich symbolische Zeichen für „aufwärts“, „abwärts“, „lang“ o. Ä. als ungefähre Merkmale der Melodie ihres Gesangs, auch Gregorianischer Choral genannt, fanden. Aus diesen „Neumen“ ließen sich zunächst die jeweilige Bewegungsrichtung der Melodie, melodische Hoch- und Tiefpunkte sowie verschiedene Nuancen z. B. bezüglich der Rhythmik des Gesangs herauslesen, nicht jedoch die jeweilige relative Tonhöhe bzw. die Intervalle zwischen den einzelnen Tönen des Gesanges. Zur Fixierung der Tonhöhe entwickelte sich (zur Weitergabe der Melodien an Lernende) eine Buchstabenschrift, die den Neumen beigefügt wurde. Eine solche Doppelnotation ist im Antiphonar der Kathedrale St. Benigne in Dijon, dem sogenannten Codex Montpellier (nach seinem Aufbewahrungsort in der Bibliothek der medizinischen Fakultät der Universität Montpellier).
Neben diesem Versuch zur eindeutigeren Notation des gregorianischen Gesangs ersann Guido von Arezzo schließlich ein System von zunächst zwei (F und C markierenden) farbigen, später vier im Terzabstand angeordneten Notenlinien, das die exakte Höhe von Tönen anhand eines Stammtons definieren konnte. Diese Linien wurden durch einen c- bzw. f-Schlüssel bezeichnet. Die sich in Bezug auf die Tonhöhe so zunehmend präzisierende Notation führte jedoch mittelbar zu einer Vergröberung im Vortrag des Gesangs, da die Feinheiten der ursprünglichen Neumenschrift in dem neu erfundenen Liniensystem nur noch schwer darstellbar waren bzw. der Fokus der Schrift eben nicht auf diesen Gesichtspunkten des Gesangs lag. Hinzu kam, dass das zuvor von den Mönchen auswendig beherrschte, umfangreiche gregorianische Repertoire nun scheinbar eindeutig fixiert war, wodurch nicht mehr die Notwendigkeit bestand, eine ebensogroße Sorgfalt wie zuvor auf die korrekte Tradition des Gesangs zu verwenden. Diese Situation sollte mehr und mehr zur Entfremdung von den eigentlichen Singweisen und später noch aufgrund einer fehlerhaften Überlieferung zu einer tiefen Krise des Chorals führen. Das so erfundene Liniensystem ist jedoch die Grundlage der modernen Notenschrift.

### Mittelalterliche Mehrstimmigkeit
Zwischen dem 9. und dem 11. Jahrhundert sind erste mehrstimmige Bearbeitungen des einstimmigen gregorianischen Gesangs dokumentiert. Der früheste Beleg dieser sog. Organa findet sich in der Musica enchiriadis; in den in diesem Hucbald zugeschriebenen Traktat beschriebenen Stücke werden zunächst zwei Stimmen als Quart- bzw. als Quintorganum miteinander kombiniert. Ihre kunstvollste Ausprägung erfahren die Organa im 12. Jahrhundert in den Schulen von St. Martial (Limoges) und Notre Dame. Die bedeutendsten Meister des mittlerweile auch drei- und vierstimmigen Organums sind die an der Kathedrale Notre Dame in Paris tätigen Meister Leonin und Perotin.
Ab zirka 1230 werden die kunstvollen Organa der Notre-Dame-Schule abgelöst durch die neu entstehende Form der Motette, die wichtigste musikalische Gattung der Ars antiqua. Außerdem kommen die Formen des Conductus und des Hoquetus auf, die in ihrer Faktur ebenfalls auf Modelle der Notre-Dame-Schule zurückgehen. Die zuvor entstandenen Organa werden zwar noch gesungen, jedoch werden keine neuen Organa mehr geschaffen. In der Praxis nimmt allerdings nach wie vor die einstimmige Ausführung den weitaus größten Raum ein.
Die Ars antiqua geht zu Beginn des 14. Jahrhunderts in die Epoche der Ars Nova über. Die Bezeichnung der Epoche geht auf den Titel eines Traktats Philippe de Vitrys, der hierin die Grundlagen seiner neuen, rhythmisch wie auch harmonisch hochkomplexen Kompositionsweise erläutert, die für die Epoche bahnbrechend werden sollten.
Neben der unverändert ihre zentrale Stellung behauptenden Motette entwickeln sich verschiedene mehrstimmige Liedformen wie die Ballade, das Rondeau oder die Virelais. Als grundlegende formale Kompositionsprinzipien entwickeln sich Isoperiodik und Isorhythmik. Der Höhepunkt der kompositorischen Entwicklung wird mit der isorhythmische Motette erreicht.
Die bedeutendsten Komponisten der Ars Nova waren u. a. Philippe de Vitry und Guillaume de Machaut.

### Renaissance
In der Renaissancemusik erlebt die frankoflämische Polyphonie vor allem ihre Ausprägung in der mehrstimmigen Vokalmusik (Orlando di Lasso). Als Höhepunkt der damaligen Messekompositionen gelten die Vertonungen von Palestrina (Missa Papae Marcelli).

### Barock
Am Übergang von der Renaissance zum Barock steht zunächst Giovanni Gabrieli, Lehrer von Heinrich Schütz und einer der Hauptmeister der Venezianischen Mehrchörigkeit. Als erste Oper in der Musikgeschichte wird oft L’Orfeo von Claudio Monteverdi bezeichnet, der mit der Marienvesper ebenfalls ein bedeutendes Sakralwerk schreibt. Im Frühbarock erlebt zudem das Oratorium seine erste Hochblüte. Johann Sebastian Bach schreibt eine hohe Anzahl von Kantaten zusätzlich zu seinen berühmtesten Oratorien, der Johannespassion und der Matthäuspassion. Nach zahlreichen Opern schreibt Georg Friedrich Händel ebenfalls bedeutende Oratorien, darunter den Messias.
Oper und Oratorium verwenden vielfach die Form der Da-capo-Arie.

### Klassik
In der europäischen Klassik dauert die Dominanz von Oper und Oratorium an. Wolfgang Amadeus Mozart schreibt italienische („Don Giovanni“, „Figaros Hochzeit“ und „Così fan tutte“) und deutsche Opern („Die Entführung aus dem Serail“ und „Die Zauberflöte“), sowie im sakralen Bereich die Große Messe in c-Moll und das Requiem. Mit „Orfeo ed Euridice“ verwirklicht Christoph Willibald Gluck seine Opernreform. Zu den bedeutenden Alterswerken Joseph Haydns gehören seine Oratorien „Die Schöpfung“ und „Die Jahreszeiten“. Eine enge Verbindung von Instrumental- und Vokalmusik schafft Ludwig van Beethoven in seiner 9. Sinfonie mit dem Schlusschor über Schillers Gedicht An die Freude.

### 19. Jahrhundert
In der Romantik werden einerseits die kleinen Formen gepflegt. Franz Schubert und legt mit seinen Liederzyklen „Die schöne Müllerin“ und „Winterreise“ den Maßstab für alle künftigen Kunstlieder. Die Volksliedforschung setzt ein. Im 19. Jahrhundert entwickelt sich auch die Operette, mit Couplets als gesanglichen Einlagen. Daneben entstehen Kabarett und Revue.
Andererseits werden die traditionellen Formen weiterentwickelt und zum Teil ins Monumentale gesteigert: Verdis Opern (z. B. „Aida“) und sein Requiem, Brahms’ Deutsches Requiem. Richard Wagner prägt das Musikdrama als komplett durchkomponierte Form der Oper, das er auch als Gesamtkunstwerk bezeichnet.

### 20. Jahrhundert
Mehr und mehr spalten sich in der zeitgenössischen Vokalmusik verschiedene Strömungen ab, die zum Teil hochartifiziell, experimentell und oft auch bewusst elitär sind. Sie wollen der menschlichen Stimme gezielt neue Ausdrucks- und Einsatzmöglichkeiten erschließen.
Daneben entwickelt sich eine populäre Musik, die sich weitgehend als Vokalmusik darstellt und der liedhaften Tradition der europäischen Vokalmusik formal und in erweitertem Sinne auch harmonisch verhaftet bleibt. In Nordamerika entsteht der Jazz, dem Gospel, Blues, Barbershop, Boogie Woogie und Rhythm and Blues folgen. Ab den 1950er-Jahren übernehmen auch weiße Musiker die Traditionen schwarzer Musik, es entstehen Rock ’n’ Roll, Pop und Nachfolger wie Grunge und Punk.
In Europa erleben der französische Chanson (Georges Brassens, Jacques Brel) und der deutsche Schlager ihre Blüte, bevor die Beatles ihre beispiellose Weltkarriere starten. Die klassisch geprägte zeitgenössische Vokalmusik und das Kabarett verwenden vermehrt den Sprechgesang.
Weitere kleine Vokalbesetzungen sind der vierstimmige Barbershop und Doo Wop, wobei hier auch jenseits von close harmony gesungen wird. Heutige A-cappella-Gruppen finden sich in allen Besetzungen, wobei gemischte und rein männliche Gruppen dominieren. Durch eine Tendenz zu vielschichtigen rhythmischen Arrangements, Nachahmung von instrumentalem Klang (teilweise mit elektronischen Hilfsmitteln, Studiotechnik) und der Erweiterung des Ensembles um Mundschlagzeuger (siehe dazu auch unter Beatboxing) veränderte sich am Ende des 20. Jahrhunderts der Klang von A-cappella-Musik deutlich.

## Europäische Volksmusik
- Ganga, Gesangsform in Kroatien
- Iso-Polyphonie, Folklorestil im Süden Albaniens
- Seto Leelo, polyphoner Gesang der Setukesen in Estland
- Paghjella, polyphoner Männergesang auf Korsika
- Saeta, christlicher Bittgesang in Spanien

## Außereuropäische Vokalmusik

### Amerika
- Indianische Musik

### Afrika
- Isicathamiya

### Asien

#### Südasien
- Qawwali, sufischer Gesangsstil in Pakistan und Nordindien
- Dhrupad, strenger Gesangsstil der klassischen hindustanischen Musik im Norden Indiens
- Khyal, im 17. Jahrhundert entwickelter leichterer nordindischer Stil, ursprünglich meist Sängerinnen mit Sarangi-Begleitung
- Thumri und Dadra, zwei Stile, die zur leichten Klassik der indischen Musik gehören

#### Ostasien
- Chinesische Oper, vereint Gesang, Schauspiel und Tanz
- Gagok, klassischer Gesangsstil der koreanischen Musik
- Pansori, volkstümlicher Stil der koreanischen Musik
- Shōmyō, buddhistischer Ritualgesang in Japan

#### Südostasien
- Bangsawan, malaiische Oper in Malaysia, in der Zapin-Tänze aufgeführt werden

### Australien
- Musik der Aborigines